# Liste der Bischöfe von Edmonton
Die Liste der Bischöfe von Edmonton stellt die bischöflichen Titelträger der Church of England, der Diözese von London, in der Province of Canterbury dar. Der Titel wurde nach dem Stadtbezirk von London Edmonton benannt.
| Liste der Bischöfe von Edmonton | Liste der Bischöfe von Edmonton | Liste der Bischöfe von Edmonton | Liste der Bischöfe von Edmonton                     |
| ------------------------------- | ------------------------------- | ------------------------------- | --------------------------------------------------- |
| Von                             | Bis                             | Name                            | Anmerkungen                                         |
| 1970                            | 1975                            | Alan Rogers                     | vorher Bischof von Mauritius und Bischof von Fulham |
| 1975                            | 1984                            | Bill Westwood                   | danach Bischof von Peterborough                     |
| 1985                            | 1998                            | Brian Masters                   | vorher Bischof von Fulham                           |
| 1999                            | 2014                            | Peter Wheatley                  | vorher Erzdiakon von Hampstead                      |
| 2015                            | 2023                            | Rob Wickham                     |                                                     |
| 2024                            | Gegenwart                       | Anderson Jeremiah               |                                                     |